# Selección de fútbol sub-17 de Afganistán
La Selección de fútbol sub-17 de Afganistán es el equipo que representa al país en el Mundial Sub-17, en el Campeonato Sub-16 de la AFC y anteriormente en el Campeonato Sub-16 de la SAFF; y es controlado por la Federación de Fútbol de Afganistán.

## Participaciones

### Mundial Sub-17
| Año                         | Fase                                  | Posición                              | PJ                                    | PG                                    | PE                                    | PP                                    | GF                                    | GC                                    |
| --------------------------- | ------------------------------------- | ------------------------------------- | ------------------------------------- | ------------------------------------- | ------------------------------------- | ------------------------------------- | ------------------------------------- | ------------------------------------- |
| China 1985                  | No se clasificó                       | No se clasificó                       | No se clasificó                       | No se clasificó                       | No se clasificó                       | No se clasificó                       | No se clasificó                       | No se clasificó                       |
| Canadá 1987                 | No se clasificó                       | No se clasificó                       | No se clasificó                       | No se clasificó                       | No se clasificó                       | No se clasificó                       | No se clasificó                       | No se clasificó                       |
| Escocia 1989                | No se clasificó                       | No se clasificó                       | No se clasificó                       | No se clasificó                       | No se clasificó                       | No se clasificó                       | No se clasificó                       | No se clasificó                       |
| Italia 1991                 | No se clasificó                       | No se clasificó                       | No se clasificó                       | No se clasificó                       | No se clasificó                       | No se clasificó                       | No se clasificó                       | No se clasificó                       |
| Japón 1993                  | No se clasificó                       | No se clasificó                       | No se clasificó                       | No se clasificó                       | No se clasificó                       | No se clasificó                       | No se clasificó                       | No se clasificó                       |
| Ecuador 1995                | No se clasificó                       | No se clasificó                       | No se clasificó                       | No se clasificó                       | No se clasificó                       | No se clasificó                       | No se clasificó                       | No se clasificó                       |
| Egipto 1997                 | No se clasificó                       | No se clasificó                       | No se clasificó                       | No se clasificó                       | No se clasificó                       | No se clasificó                       | No se clasificó                       | No se clasificó                       |
| Nueva Zelanda 1999          | No se clasificó                       | No se clasificó                       | No se clasificó                       | No se clasificó                       | No se clasificó                       | No se clasificó                       | No se clasificó                       | No se clasificó                       |
| Trinidad y Tobago 2001      | No se clasificó                       | No se clasificó                       | No se clasificó                       | No se clasificó                       | No se clasificó                       | No se clasificó                       | No se clasificó                       | No se clasificó                       |
| Finlandia 2003              | No se clasificó                       | No se clasificó                       | No se clasificó                       | No se clasificó                       | No se clasificó                       | No se clasificó                       | No se clasificó                       | No se clasificó                       |
| Perú 2005                   | No se clasificó                       | No se clasificó                       | No se clasificó                       | No se clasificó                       | No se clasificó                       | No se clasificó                       | No se clasificó                       | No se clasificó                       |
| Corea del Sur 2007          | No se clasificó                       | No se clasificó                       | No se clasificó                       | No se clasificó                       | No se clasificó                       | No se clasificó                       | No se clasificó                       | No se clasificó                       |
| Nigeria 2009                | No se clasificó                       | No se clasificó                       | No se clasificó                       | No se clasificó                       | No se clasificó                       | No se clasificó                       | No se clasificó                       | No se clasificó                       |
| México 2011                 | No se clasificó                       | No se clasificó                       | No se clasificó                       | No se clasificó                       | No se clasificó                       | No se clasificó                       | No se clasificó                       | No se clasificó                       |
| Emiratos Árabes Unidos 2013 | No se clasificó                       | No se clasificó                       | No se clasificó                       | No se clasificó                       | No se clasificó                       | No se clasificó                       | No se clasificó                       | No se clasificó                       |
| Chile 2015                  | No se clasificó                       | No se clasificó                       | No se clasificó                       | No se clasificó                       | No se clasificó                       | No se clasificó                       | No se clasificó                       | No se clasificó                       |
| India 2017                  | No se clasificó                       | No se clasificó                       | No se clasificó                       | No se clasificó                       | No se clasificó                       | No se clasificó                       | No se clasificó                       | No se clasificó                       |
| Brasil 2019                 | No se clasificó                       | No se clasificó                       | No se clasificó                       | No se clasificó                       | No se clasificó                       | No se clasificó                       | No se clasificó                       | No se clasificó                       |
| Perú 2021                   | Cancelado por la Pandemia de COVID-19 | Cancelado por la Pandemia de COVID-19 | Cancelado por la Pandemia de COVID-19 | Cancelado por la Pandemia de COVID-19 | Cancelado por la Pandemia de COVID-19 | Cancelado por la Pandemia de COVID-19 | Cancelado por la Pandemia de COVID-19 | Cancelado por la Pandemia de COVID-19 |
| '2023'                      | No se clasificó                       | No se clasificó                       | No se clasificó                       | No se clasificó                       | No se clasificó                       | No se clasificó                       | No se clasificó                       | No se clasificó                       |
| Total                       | 0/18                                  | 0º                                    | 0                                     | 0                                     | 0                                     | 0                                     | 0                                     | 0                                     |

### Campeonato Sub-16 de la AFC
| AFC U-16 Championship | AFC U-16 Championship                      | AFC U-16 Championship                      | AFC U-16 Championship                      | AFC U-16 Championship                      | AFC U-16 Championship                      | AFC U-16 Championship                      | AFC U-16 Championship                      | AFC U-16 Championship |
| Año                   | Resultado                                  | J                                          | G                                          | E                                          | P                                          | GF                                         | GC                                         |                       |
| --------------------- | ------------------------------------------ | ------------------------------------------ | ------------------------------------------ | ------------------------------------------ | ------------------------------------------ | ------------------------------------------ | ------------------------------------------ | --------------------- |
| de 1985 a 2002        | No participó                               | No participó                               | No participó                               | No participó                               | No participó                               | No participó                               | No participó                               |                       |
| 2004                  | No clasificó                               | No clasificó                               | No clasificó                               | No clasificó                               | No clasificó                               | No clasificó                               | No clasificó                               |                       |
| 2006                  | No participó                               | No participó                               | No participó                               | No participó                               | No participó                               | No participó                               | No participó                               |                       |
| 2008                  | Abandonó el torneo                         | Abandonó el torneo                         | Abandonó el torneo                         | Abandonó el torneo                         | Abandonó el torneo                         | Abandonó el torneo                         | Abandonó el torneo                         |                       |
| 2010                  | No clasificó                               | No clasificó                               | No clasificó                               | No clasificó                               | No clasificó                               | No clasificó                               | No clasificó                               |                       |
| 2012                  | No clasificó                               | No clasificó                               | No clasificó                               | No clasificó                               | No clasificó                               | No clasificó                               | No clasificó                               |                       |
| 2014                  | No clasificó                               | No clasificó                               | No clasificó                               | No clasificó                               | No clasificó                               | No clasificó                               | No clasificó                               |                       |
| 2016                  | No clasificó                               | No clasificó                               | No clasificó                               | No clasificó                               | No clasificó                               | No clasificó                               | No clasificó                               |                       |
| 2018                  | Fase de grupos                             | 3                                          | 0                                          | 0                                          | 3                                          | 1                                          | 13                                         |                       |
| 2020                  | Cancelado debido a la pandemia de COVID-19 | Cancelado debido a la pandemia de COVID-19 | Cancelado debido a la pandemia de COVID-19 | Cancelado debido a la pandemia de COVID-19 | Cancelado debido a la pandemia de COVID-19 | Cancelado debido a la pandemia de COVID-19 | Cancelado debido a la pandemia de COVID-19 |                       |
| 2023                  | Fase de grupos                             | 3                                          | 1                                          | 0                                          | 2                                          | 3                                          | 11                                         |                       |
| Total                 | 1/17                                       | -                                          | -                                          | -                                          | -                                          | -                                          | -                                          |                       |

### Campeonato Sub-16 de la SAFF
| Año   | Resultado    | J            | G            | E            | P            | GF           | GC           |
| ----- | ------------ | ------------ | ------------ | ------------ | ------------ | ------------ | ------------ |
| 2011  | No participó | No participó | No participó | No participó | No participó | No participó | No participó |
| 2013  | 4.º lugar    | 5            | 1            | 3            | 1            | 4            | 3            |
| 2015  | 3.er lugar   | 3            | 1            | 0            | 2            | 4            | 4            |
| Total | 2/3          | 8            | 2            | 3            | 3            | 8            | 7            |

## Equipo 2017
Plantilla de Afganistán Sub-16